# Longeville-sur-Mer
Longeville-sur-Mer település Franciaországban, Vendée megyében. Lakosainak száma 2442 fő (2022. január 1.). Longeville-sur-Mer Angles, Avrillé, Le Bernard, Saint-Hilaire-la-Forêt, Saint-Vincent-sur-Jard és La Tranche-sur-Mer községekkel határos.

## Népesség
A település népességének változása:
| Lakosok száma | 2455 | 2473 | 2543 | 2466 | 2435 | 2405 | 2412 | 2413 | 2442 |
|               | 2013 | 2015 | 2016 | 2017 | 2018 | 2019 | 2020 | 2021 | 2022 |